# Tetraglochidium
Tetraglochidium là chi thực vật có hoa trong họ Acanthaceae.